# Vitório Andreatta
Vitório Andreatta (Porto Alegre, 11 de janeiro de 1942 — Porto Alegre, 9 de fevereiro de 2003) foi um piloto de automóveis brasileiro. 
Pertencente a uma família de automobilistas, era filho de Catarino Andreatta e sobrinho de Júlio Andreatta. Em diversas provas disputou correndo contra o pai ou contra o tio, em outras correu em parceria com o pai.
Era casado e tinha três filhas. Morreu aos 61 anos de idade, em decorrência de um câncer.

## Trajetória no automobilismo
Assim que completou 18 anos aprendeu a pilotar com o pai e, logo após, já estreava em competições. A estreia foi aos 19 anos, com um Renault Dauphine, em Pelotas. Com "carreteras", sua primeira corrida foi em 1962, com uma Chevrolet/Corvette, numa prova entre Porto Alegre e Torres. A primeira vitória foi em agosto de 1963, na qual bateu uma marca que pertencia a seu pai: sua média foi de 196,77 km/hora, a de seu pai era de 193 km/hora a nível nacional.
Em 1963 passou a correr pela famosa Equipe Willys, e já na estreia venceu a prova das 500 Milhas de Porto Alegre, ao lado de Wilson Fittipaldi Júnior.
Em 1964 foi um dos pilotos da Equipe Willys a participar do Desafio 50 mil quilômetros no Autódromo de Interlagos., entre 26 de outubro e 16 de novembro, onde foram batidos e estabelecidos diversos recordes de distância e tempo de permanência na pista: rodaram 51.233 quilômetros em 22 dias, na média de 97,03 km/hora.
Em 1965, Catarino queria encerrar suas participações em competições nas Mil Milhas Brasileiras, em Interlagos, correndo em parceria com o filho. Mas, pela manhã, já ocupando o primeiro lugar e com boas chances de vitória, uma falha mecânica os tirou da prova.
Na sexta e derradeira prova dos 500 Quilômetros de Porto Alegre, realizada em 11 de agosto de 1968, a hegemonia de vitórias dos gaúchos foi quebrada por um BMW 1600, vermelho e de número 12, conduzido pelos paulistas Chico Landi e Jan Balder. Até então, todas as edições tinham sido vencidas pelos gaúchos pilotando carreteiras: Nativo Camozzato em 1958, Catarino Andreatta em 1960 e 1964, Orlando Menegaz em 1962 e José Asmuz em 1963. Vitório Andreatta, heroico em seu Ford número 4, perseguiu com arrojo o BMW de São Paulo, mais leve e moderno, mas chegou em segundo lugar, determinado o fim da era das carreteiras.
Em 1971 Vitório abandonou as pistas, mas continuou envolvido com carros: era dono de um posto de combustíveis em Porto Alegre, que tinha o nome de seu pai, e era o local onde guardava seus troféus e relíquias daqueles tempos. Apesar de ter encerrado sua carreira em 1971, Vitório participou com um Opala da prova de inauguração do Autódromo de Cascavel, em abril de 1973, chegando em quarto lugar, e essa foi realmente sua última corrida.